# Presidente Bernardes, São Paulo
Presidente Bernardes là một đô thị ở bang São Paulo của Brasil. Đô thị này nằm ở vĩ độ 22º00'22" độ vĩ nam và kinh độ 51º33'11" độ vĩ tây, trên khu vực có độ cao 429 m. Dân số năm 2004 ước tính là 15.305 người.

## Thông tin nhân khẩu
Dữ liệu dân số theo điều tra dân số năm 2000
Tổng dân số: 14.662
- Thành thị: 10.154
- Nông thôn: 4.508
- Nam giới: 7.628
- Nữ giới: 7.034

Mật độ dân số (người/km²): 19,45
Tỷ lệ tử vong trẻ sơ sinh dưới 1 tuổi (trên một triệu người): 12,17
Tuổi thọ bình quân (tuổi): 73,32
Tỷ lệ sinh (số trẻ trên mỗi bà mẹ): 2,29
Tỷ lệ biết đọc biết viết: 88,87%
Chỉ số phát triển con người (HDI-trung bình): 0,790
- Chỉ số phát triển con người - Thu nhập: 0,699
- Chỉ số phát triển con người - Tuổi thọ: 0,805
- Chỉ số phát triển con người - Giáo dục: 0,865

(Nguồn: IPEADATA)

### Sông ngòi
- Sông Santo Anastácio
- Ribeirão Taquaruçu

### Các xa lộ
- SP-270 - Rodovia Raposo Tavares